# Centar za promicanje socijalnog nauka Crkve
Centar za promicanje socijalnog nauka Crkve osnovala je Hrvatska biskupska konferencija 1996. godine u svrhu proučavanja socijalnog učenja Katoličke Crkve, promicanja njegove primjene Hrvatskoj te doprinosa zajedničkom dobru na duhovnom, kulturnom i socijalno-etičkom području. Centar je pravna osoba na crkvenom i građanskom polju, neprofitabilnog značaja, koja djeluje samostalno. Kao ustanova međubiskupijskog značenja djeluje samostalno na području Republike Hrvatske i surađuje sa sličnim ustanovama u inozemstvu.

## Osnovne informacije
Sjedište Centra je u Zagrebu. Pročelnik Centra je dr. sc. Gordan Črpić.

## Zadaće Centra
Po svom Statutu, Centar ima sljedeće zadaće:
- proučavati i promicati duh, načela i glavne postavke socijalnog učenja Crkve;
- pripremati planove i programe za studijske skupove, tribine i konferencije;
- biti od pomoći različitim društvima vjernika laika koja se bave socijalnom problematikom;
- pružati informacije i stručnu pomoć svim subjektima u društvu i u Crkvi koji se zanimaju za socijalno učenje Crkve;
- pripremati i izdavati znanstvene i druge publikacije s područja socijalne tematike, te tiskati informativne knjižice;
- u okviru svojih mogućnosti izučavati i istraživati našu konkretnu crkvenu i društvenu socijalnu situaciju;
- prikupljati dokumentaciju i informacije o društvenim događajima u hrvatskom društvu;
- surađivati sa sličnim, crkvenim i društvenim, ustanovama u domovini i inozemstvu.

## Vanjske poveznice
- Centar za promicanje socijalnog nauka Crkve